# Dentalacsa uptoni
Dentalacsa uptoni is een insect uit de familie van de vlinderhaften (Ascalaphidae), die tot de orde netvleugeligen (Neuroptera) behoort. 
Dentalacsa uptoni is voor het eerst wetenschappelijk beschreven door New in 1984.